# スズキ・GS250FW
GS250FW（ジーエス250エフダブルユー）は、スズキが1983年-1985年にかけて製造販売していた軽2輪のオートバイ。

## 概要
車検適応外で維持が比較的容易で扱いやすいため、単気筒や2気筒が主流であった軽2輪クラスにおいて、上位クラスと同様の4気筒モデルがスズキ社内で企画された。このGS250FWは、250ccクラスとして世界初となる水冷直列4気筒4ストロークエンジン（空冷モデルではイタリアのベネリが250クアトロを1977年に市販）で、上位クラスの1000ccの4分の1排気量であることから「クォーター・マルチ｣というジャンルを確立した。角型パイプ鉄フレームを採用した車両として発売された。競合車種となるホンダ・VT250Fが4ストロークV型2気筒エンジン、ヤマハ・RZ250が2ストローク直列2気筒エンジンで、各々250ccクラスで最大出力の35PSを誇り、対抗車種として新規開発された。
ラインアップ上は、同社GSX400FWの下位モデルにあたり、400FWが4バルブであるのに対し当車両は2バルブであるため、400ccモデルは「GSX」となり、250ccモデルには「GS」が冠せられた（車種の命名法則としては、GSは2バルブを、GSXは4バルブを、それぞれ記号で表している）。
ライバルと比較すると、エンジン特性が素直で車体が軽量であり女性ライダーを含めて大人気車種となったホンダVTやその圧倒的な加速力で人気を誇ったヤマハRZに比べて、大きい、重い、取り回しがしにくい、エンジンにパンチがないというGS250FWは、発売当初こそある程度の人気を得たものの、250cc4気筒として後発のヤマハ・フェーザー（1985年発売）やホンダ・CBR250FOUR（1986年発売）が登場するとその存在感は薄れてしまい、販売面からは決して成功したバイクとは言い難かった。
1985年に後継をGF250(GJ71C)に譲って販売は終了した。

## 車両解説
出力は発売時4ストローク250ccクラスで最高となる36馬力を発揮し、価格も479,000円と国産250ccクラスでも最高価格だった。エンジンは初心者にも乗りやすくマイルドな特性であった。キャブレターは横幅を抑えるために4気筒でありながら2バレルキャブ×2の構成であり1キャブで2気筒を受け持っていた。フロントブレーキは対抗ピストンキャリパーを備えたシングルディスクとし、フォークにANDF（アンチ・ノーズ・ダイブ・フォーク）を配して最新の技術を搭載していた。リヤサスはスズキのフル・フローター・サスペンションである。ホイールはフロントが当時WGPレース車両で実績のあった16インチ、タイヤは前後チューブレス、これらをダブル・クレードル形式の角型断面スチール・パイプ製フレームに搭載していた。またメーターは4連メーターを持ち、タコメーター、速度計、水温計、燃料計の4つのメーターが四角に配置されていた。
日本初の250cc4気筒エンジンではあったが、そのエンジンの性格はトルクが薄く回して乗るタイプであったにもかかわらず、高回転まで回してもピーキーなものではなく、薄いトルクのままただ回転が上昇していく感じで10,000回転を超えてストレスなく回り、「4-2-1-2」のエキゾーストパイプとメガホン形状マフラーからの排気音は非常に美しいものであり、モデル末期では雑誌の広告に4気筒のエンジン音（無響室で測定したFFT波形）の魅力を前面に出していた。これは250cc4気筒として後発のヤマハ・FZ250フェーザーが同じ4気筒でありながら低回転域から高回転域までスムーズにかつエキサイティングにパワーを出す特性とは対照的である。そのためGS250FWは長距離を走るツアラー的な乗り方が合っていた。エンジン出力は前期型が36馬力、後期型は吸気バルブサイズの変更により38馬力。初期型の36馬力というスペックでも、当時250cc4サイクルで圧倒的な人気を誇ったホンダのVT250Fに対抗できるパワーと一般的には思われがちだが、VTが低速域から高速域に至るまでスムーズかつパワフル回ったのに比較して、上記のようにパンチがない特性であったことに加えて158kgと比較的重い車重もあり、ゼロヨン加速においてもVTの敵ではなかった。　
車体は当時の250ccクラスとしても大柄であった。80年代後半に登場するGF250（1985年発売）、バンディッド250（1989年発売）、GSX250Sコブラ（1989年発売）などでは全て車体は小型化されており、GS250FWは250ccでありながら400cc並みの車体という大きなモデルであった（ただし上位機種のGSX400FWとは基本的にフレームが異なり互換性はない）。またハンドルの切れ角は少ないが、16インチタイヤのお陰でUターンは特に問題とならなかった。レーシーなセパレートハンドルを採用しているが、ライディング・ポジション自体は前傾のきつくない楽なものであった。
燃費は、街乗りでリッターあたり18Km程度、ツーリングでもリッターあたり20Km程度。車両は堅牢であった。その後もメンテナンスを行うことにより問題なく使用でき、耐久性としては優れていたと考えられる。GS250FWの大きさと重さから250ccとしては取り回しがしにくいというユーザーの意見が汲まれたものか、後継車両となるGF250では一挙に軽量小型となる。ただし、エンジンは同じ2バルブエンジンのパワーアップ版がそのまま流用された。
シリーズを通じて1型と2型に分けられ、大きな違いは出力が36馬力から38馬力になり、バックミラーがハンドルマウントからカウルマウントとなり、リアブレーキがドラムブレーキからディスクブレーキへ変更された点である。但し､前期型と後期型では2馬力の出力アップがあったにもかかわらず、実際に乗ってみてもそのエンジン特性の著しい改善は見られなかった。前期型および後期型には、ともにビキニカウルとハーフカウルの両方のモデルが存在していた。また後期型のエンジンを特に改造することなく前期型モデルに移植することもできた。